# Blackie Books
Blackie Books és una editorial amb seu a Barcelona creada per Jan Martí i Alice Incontrada el 2009.

## Història
L'empresa va ser fundada l'octubre de 2009 per Jan Martí, llicenciat en filosofia, músic integrant del grup de música Mendetz i editor, i Alice Incontrada, historiadora d'art i gestora cultural. L'empresa va agafar el nom d'una gosseta que pertanyia als dos fundadors. El projecte es va voler desmarcar d'altres editorials oferint llibres amb un disseny curós, de tapa dura, amb il·lustracions a la coberta, una tipografia cuidada i un paper amb gramatge de qualitat. El 2012 van començar a publicar quaderns d'estiu per a adults. Després de publicar una trentena de títols en castellà, el 2013 van ampliar el seu abast, tot començant una col·lecció d'obres en català. La seva primera novel·la en català fou Quan jo tenia cinc anys em vaig matar, de Howard Buten. El 2014 van començar una col·lecció d'assaig, amb el títol d'Academia. Els primers llibres d'aquesta col·lecció van ser 101 leccions prácticas de filosofía, de Roger-Pol Droit i Crónicas de ciencia improbable, de Pierre Barthélémy. El 2015 van publicar l'obra Instrumental, de James Rhodes, que es va convertir en un èxit, amb més de 15.000 exemplars venuts. El 2024 van publicar la saga de Blackwater de Michael McDowell que esdevení un èxit editorial.